# Léonard Jenni
Léonard Jenni (* 1881 in Ennenda; † 1967 in Genf, eigentlich Leonhard Jenni) war ein Schweizer Jurist und Frauenrechtler. Er setzte sich für das Frauenstimmrecht in der Schweiz ein und war verheiratet mit Hedwig Anneler.

## Leben
Jenni studierte in Leipzig Rechtswissenschaft und promovierte. Er war Rechtsanwalt einer Gruppe von 26 Frauen, die 1923 die Aufnahme in das Stimmregister des Kantons Bern verlangten. Der Regierungsrat des Kantons lehnte das Gesuch ab. 1923 verlangte er daraufhin in einer staatsrechtlichen Beschwerde an das Bundesgericht das Stimm- und Wahlrecht für die Schweizer Frauen unter Berufung auf die verfassungsmässig verbrieften Prinzipien der Selbstbestimmung, Freiheit und Gleichheit. Er argumentierte, der Begriff «Schweizer» in Artikel 74 Absatz 1 der Bundesverfassung, der das Stimmrecht in eidgenössischen Angelegenheiten regelte, umfasse auch die Frauen. In allen anderen Artikeln der Bundesverfassung und in der Gesetzgebung würden Ausdrücke in männlicher Form wie «Bürger» und «Schweizer» die Frauen mitumfassen. Die Bundesrichter begründeten ihre Ablehnung mit altem Gewohnheits- und Gesetzesrecht, das Frauen von der politischen Stimmberechtigung ausschliesse.
Ab 1926 wohnte Jenni in Genf. 1928 scheiterte er erneut mit einer Petition um Gewährung des Stimm- und Wahlrechts für Frauen, die er diesmal im Namen einiger Genfer Frauen und Männer einreichte. Das Begehren für eine gesetzliche Neuinterpretation des Begriffs «Schweizer» im Stimmrechtsartikel 74 der Verfassung wurde von Bundesrat und Bundesgericht wie auch von der Bundesversammlung als Oberinstanz der Verfassungsinterpretation mit folgender Begründung abgelehnt:

«Wenn man nun behauptet, dass der Begriff auch die Schweizer Frauen in sich schliessen sollte, so überschreitet man die Grenzen der zulässigen Interpretation und begeht damit einen Akt, der dem Sinne der Verfassung widerspricht. […] Die Beschränkung des Stimmrechts auf die männlichen Schweizer Bürger ist ein fundamentaler Grundsatz des eidgenössischen öffentlichen Rechts.»

Ab 1928 war er Mitglied der im Jahr zuvor gegründeten Organisation von Naturisten in der Schweiz, für die er in den ersten Jahren ihres Bestehens als juristischer Berater tätig war. Er war Mitbegründer und Vorsitzender der Schweizerischen Liga für Menschenrechte.